# Bahnstrecke Port-de-Piles–Argenton-sur-Creuse
| Bahnhof Argenton-sur-Creuse, 2014 |                      | | |
| Streckennummer (SNCF): | 598 000              | | |
| Kursbuchstrecke (SNCF): | 84/86 (P.O.)/(SNCF)  | | |
| Streckenlänge: | 102,2 km             | | |
| Spurweite: | 1435 mm (Normalspur) | | |
| Maximale Neigung: | 10 ‰                 | | |
| Streckengeschwindigkeit: | 30 km/h              | | |
| Zweigleisigkeit: | ehemals ja           | | |
| |                      | | |
| \| \| \| Bahnstrecke Paris–Bordeaux von Paris-Austerlitz \| \| \| \| \| Bahnstrecke Port-Boulet–Port-de-Piles von Port-Boulet \| \| \| \| 281,1 \| Port-de-Piles \| 50 m \| \| \| 281,5 \| Viaduc de Port-de-Piles (Creuse; 150 m) \| Viaduc de Port-de-Piles (Creuse; 150 m) \| \| \| ~281,9 \| D 910 (ehem. RN 10) \| D 910 (ehem. RN 10) \| \| \| ~281,9 \| Bahnstrecke Paris–Bordeaux nach Bordeaux-St-Jean \| Bahnstrecke Paris–Bordeaux nach Bordeaux-St-Jean \| \| \| 284,1 \| Creuse (146 m) \| Creuse (146 m) \| \| \| ~285,6 \| Le Moulin Neuf (Gleisanlieger) \| Le Moulin Neuf (Gleisanlieger) \| \| \| 285,7 \| Esves (22 m) \| Esves (22 m) \| \| \| 289,2 \| Ausbauende Descartes Industrie[2] \| Ausbauende Descartes Industrie[2] \| \| \| 290,4 \| La Haye-Descartes \| 51 m \| \| \| \| D 725 (ehem. RN 725) \| \| \| \| 295,4 \| Abilly \| 53 m \| \| \| \| Chemins de fer départementaux (CFD) n. Montbazon u. Loches \| \| \| \| 301,3 \| Le Grand-Pressigny \| 62 m \| \| \| 309,1 \| Chaumussay \| 68 m \| \| \| ~315,6 \| D 725 (ehem. RN 725) \| D 725 (ehem. RN 725) \| \| \| 315,8 \| Preuilly-Claise \| 80 m \| \| \| 319,8 \| Bossay \| 76 m \| \| \| \| \| \| \| \| 328,6 \| Bahnstrecke Châtellerault–Launay von Châtellerault (Abzw. Launay) \| Bahnstrecke Châtellerault–Launay von Châtellerault (Abzw. Launay) \| \| \| \| \| \| \| \| \| Département Indre-et-Loire/Indre \| \| \| \| 331,2 \| Tournon-Saint-Martin \| 81 m \| \| \| 331,7 \| Beginn Entwidmung[2] \| Beginn Entwidmung[2] \| \| \| 338,5 \| Fontgombault \| 102 m \| \| \| 342,7 \| Pouligny-Saint-Pierre \| 114 m \| \| \| \| Bahnstrecke Saint-Benoît–Le Blanc von Saint-Benoît \| \| \| \| \| D 975 (ehem. RN 151) \| \| \| \| \| Verbindungsgleis beider Gesellschaften \| \| \| \| 347,7 \| Le Blanc \| 120 m \| \| \| \| Chemin de fer du Blanc-Argent (Meterspur) nach Salbris \| \| \| \| \| Bahnstrecke Argenton-sur-Creuse–Le Blanc (T.I.) \| \| \| \| \| Viaduc de La Villerie (113 m) \| \| \| \| 356,8 \| Ruffec-le-Château \| 87 m \| \| \| 362,5 \| Ciron \| 101 m \| \| \| 365,6 \| Scoury \| 92 m \| \| \| 371,9 \| Chitray \| 98 m \| \| \| 376,9 \| Creuse (145 m) \| Creuse (145 m) \| \| \| 377,5 \| Saint-Gaultier \| 101 m \| \| \| 381,2 \| Creuse (96 m) \| Creuse (96 m) \| \| \| 3830, \| Ende Entwidmung \| Ende Entwidmung \| \| \| 383,8 292,5 \| Bahnstrecke Aubrais-Orléans–Montauban von Aubrais \| Bahnstrecke Aubrais-Orléans–Montauban von Aubrais \| \| \| 295,0 \| Argenton-sur-Creuse \| 110 m \| \| \| \| \| \| \| \| \| Bahnstrecke Argenton-sur-Creuse–Le Blanc (T.I., Meterspur) und Bahnstrecke Argenton-sur-Creuse–La Chaussée nach La Chaussée \| \| \| \| \| \| \| \| \| \| Bahnstrecke Aubrais-Orléans–Montauban nach Montauban \| \| |                      | | |
| |                      | Bahnstrecke Paris–Bordeaux von Paris-Austerlitz                                                                             | |
| Abzweig geradeaus und von rechts |                      | Bahnstrecke Port-Boulet–Port-de-Piles von Port-Boulet                                                                       | Bahnstrecke Port-Boulet–Port-de-Piles von Port-Boulet                                                                       |
| Bahnhof | 281,1                | Port-de-Piles | 50 m |
| Brücke über Wasserlauf | 281,5                | Viaduc de Port-de-Piles (Creuse; 150 m)                                                                                     | Viaduc de Port-de-Piles (Creuse; 150 m)                                                                                     |
| Brücke | ~281,9               | D 910 (ehem. RN 10) | D 910 (ehem. RN 10) |
| Abzweig geradeaus und nach rechts | ~281,9               | Bahnstrecke Paris–Bordeaux nach Bordeaux-St-Jean                                                                            | Bahnstrecke Paris–Bordeaux nach Bordeaux-St-Jean                                                                            |
| Brücke über Wasserlauf | 284,1                | Creuse (146 m) | Creuse (146 m) |
| Abzweig geradeaus und ehemals nach links | ~285,6               | Le Moulin Neuf (Gleisanlieger)                                                                                              | Le Moulin Neuf (Gleisanlieger)                                                                                              |
| Brücke über Wasserlauf | 285,7                | Esves (22 m) | Esves (22 m) |
| | 289,2                | Ausbauende Descartes Industrie                                                                                              | Ausbauende Descartes Industrie                                                                                              |
| Bahnhof (Strecke außer Betrieb) | 290,4                | La Haye-Descartes | 51 m |
| Bahnübergang (Strecke außer Betrieb) |                      | D 725 (ehem. RN 725) | D 725 (ehem. RN 725) |
| Bahnhof (Strecke außer Betrieb) | 295,4                | Abilly | 53 m |
| Strecke · U-Bahn-Strecke nach halbrechts und von links |                      | Chemins de fer départementaux (CFD) n. Montbazon u. Loches                                                                  | Chemins de fer départementaux (CFD) n. Montbazon u. Loches                                                                  |
| Bahnhof · U-Bahn-Kopfbahnhof Streckenende | 301,3                | Le Grand-Pressigny | 62 m |
| Bahnhof (Strecke außer Betrieb) | 309,1                | Chaumussay | 68 m |
| Bahnübergang (Strecke außer Betrieb) | ~315,6               | D 725 (ehem. RN 725) | D 725 (ehem. RN 725) |
| Bahnhof (Strecke außer Betrieb) | 315,8                | Preuilly-Claise | 80 m |
| Bahnhof (Strecke außer Betrieb) | 319,8                | Bossay | 76 m |
| |                      | | |
| Abzweig geradeaus und von rechts (Strecke außer Betrieb) | 328,6                | Bahnstrecke Châtellerault–Launay von Châtellerault (Abzw. Launay)                                                           | Bahnstrecke Châtellerault–Launay von Châtellerault (Abzw. Launay)                                                           |
| |                      | | |
| Grenze (Strecke außer Betrieb) |                      | Département Indre-et-Loire/Indre                                                                                            | Département Indre-et-Loire/Indre                                                                                            |
| Bahnhof (Strecke außer Betrieb) | 331,2                | Tournon-Saint-Martin | 81 m |
| | 331,7                | Beginn Entwidmung | Beginn Entwidmung |
| Bahnhof (Strecke außer Betrieb) | 338,5                | Fontgombault | 102 m |
| Bahnhof (Strecke außer Betrieb) | 342,7                | Pouligny-Saint-Pierre | 114 m |
| Abzweig geradeaus und von rechts (Strecke außer Betrieb) |                      | Bahnstrecke Saint-Benoît–Le Blanc von Saint-Benoît                                                                          | Bahnstrecke Saint-Benoît–Le Blanc von Saint-Benoît                                                                          |
| Strecke Anfang Hochstrecke (außer Betrieb) |                      | D 975 (ehem. RN 151) | D 975 (ehem. RN 151) |
| U-Bahn-Strecke von links · Kreuzung mit U-Bahn Ende Hochstrecke (Strecken außer Betrieb) · U-Bahn-Strecke von rechts |                      | Verbindungsgleis beider Gesellschaften                                                                                      | Verbindungsgleis beider Gesellschaften                                                                                      |
| U-Bahn-Bahnhof · Bahnhof (Strecke außer Betrieb) · U-Bahn-Bahnhof | 347,7                | Le Blanc | 120 m |
| Strecke (außer Betrieb) · U-Bahn-Strecke nach links |                      | Chemin de fer du Blanc-Argent (Meterspur) nach Salbris                                                                      | Chemin de fer du Blanc-Argent (Meterspur) nach Salbris                                                                      |
| Verschwenkung von rechts (Strecke außer Betrieb) |                      | Bahnstrecke Argenton-sur-Creuse–Le Blanc (T.I.)                                                                             | Bahnstrecke Argenton-sur-Creuse–Le Blanc (T.I.)                                                                             |
| Brücke (Strecke außer Betrieb) |                      | Viaduc de La Villerie (113 m)                                                                                               | Viaduc de La Villerie (113 m)                                                                                               |
| Bahnhof (Strecke außer Betrieb) | 356,8                | Ruffec-le-Château | 87 m |
| Bahnhof (Strecke außer Betrieb) | 362,5                | Ciron | 101 m |
| Bahnhof (Strecke außer Betrieb) | 365,6                | Scoury | 92 m |
| Bahnhof (Strecke außer Betrieb) | 371,9                | Chitray | 98 m |
| Brücke über Wasserlauf (Strecke außer Betrieb) | 376,9                | Creuse (145 m) | Creuse (145 m) |
| Bahnhof (Strecke außer Betrieb) | 377,5                | Saint-Gaultier | 101 m |
| Brücke über Wasserlauf (Strecke außer Betrieb) | 381,2                | Creuse (96 m) | Creuse (96 m) |
| | 3830,                | Ende Entwidmung | Ende Entwidmung |
| Abzweig geradeaus und von links | 383,8 292,5          | Bahnstrecke Aubrais-Orléans–Montauban von Aubrais                                                                           | Bahnstrecke Aubrais-Orléans–Montauban von Aubrais                                                                           |
| U-Bahn-Kopfbahnhof Streckenanfang · Bahnhof | 295,0                | Argenton-sur-Creuse | 110 m |
| |                      | | |
| U-Bahn-Strecke nach rechts |                      | Bahnstrecke Argenton-sur-Creuse–Le Blanc (T.I., Meterspur) und Bahnstrecke Argenton-sur-Creuse–La Chaussée nach La Chaussée | Bahnstrecke Argenton-sur-Creuse–Le Blanc (T.I., Meterspur) und Bahnstrecke Argenton-sur-Creuse–La Chaussée nach La Chaussée |
| |                      | | |
| |                      | Bahnstrecke Aubrais-Orléans–Montauban nach Montauban                                                                        | |

Die Bahnstrecke Port-de-Piles–Argenton-sur-Creuse ist eine etwas mehr als 100 km lange eingleisige, teils stillgelegte Nebenbahnstrecke in Frankreich. Sie verbindet Port-de-Piles an der Bahnstrecke Paris–Bordeaux im Département Vienne, Region Neu-Aquitanien, mit Argenton-sur-Creuse an der Bahnstrecke Les Aubrais-Orléans–Montauban-Ville-Bourbon im Département Indre / Region Centre-Val de Loire. Die Strecke verläuft von Nordwest nach Südost im Tal der Creuse. Der Bau und Betrieb steht in engem Zusammenhang anderer Verkehrsunternehmen in den Anfangsjahren der Streckengeschichte.

## Geschichte

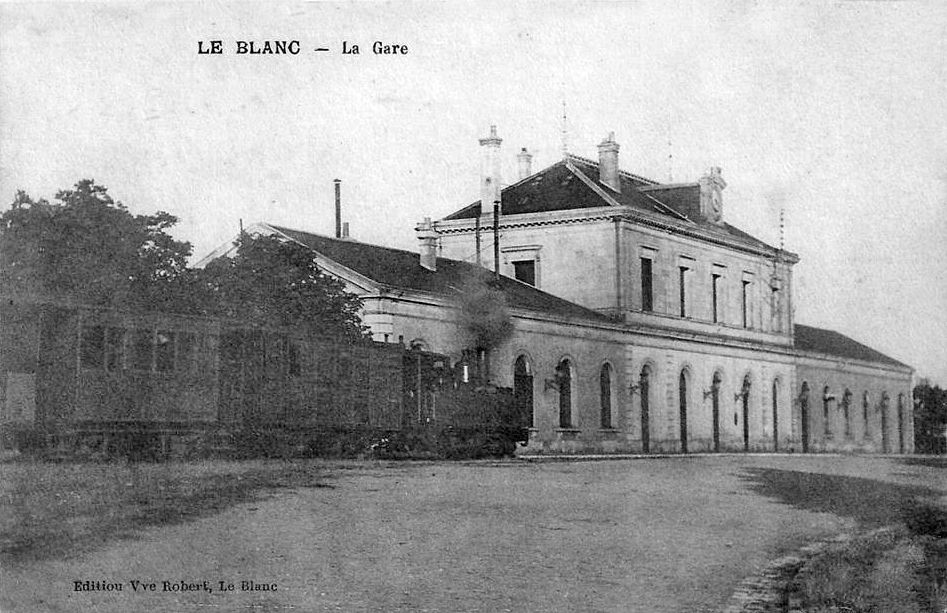
Bahnhof Le Blanc, Bahnhofsvorplatz mit Zug der Tramways de l’Indre, um 1910

Mit Fertigstellung der Bahnstrecke Paris–Toulouse über Limoges 1856 entbrannten Diskussionen, welche Teile des Départements Indre noch mit Bahnstrecken vernetzt werden könnten. Zahlreiche Vorschläge unterschiedlicher Personengesellschaften wurden unterbreitet. Schon in der ersten Hälfte der 1850er Jahre gab es Vorstöße in diese Richtung, doch erst nach dem Deutsch-Französischen Krieg wurde das Thema mit dem Freycinet-Plan akut. Darin wird diese Strecke genannt, sie ist aber in mehrere, teilweise in andere Richtungen weiterführende Strecken unterteilt.
Die etwas weiter nördlich parallel liegende, bereits 1864 bewilligte Strecke Tours-Montluçon über Châteauroux bestand aus zwei Teilen. Der nordwestliche, 111 km lange Abschnitt Joué-lès-Tours–Châteauroux wurde zunächst von der Gesellschaft Chemin de fer de Tours à Montluçon errichtet und ging 1878 in Betrieb. Der südwestliche, mit 103 km etwas kürzere Teil, die Bahnstrecke Châteauroux–La Ville-Gozet, konnte von 1882 bis 1884 von der Compagnie des chemins de fer de la Vendée in Betrieb genommen werden. 1883 wechselte für beide Teile der Besitz zur Chemin de fer de Paris à Orléans (P.O.). Die Geschichte dieser Bahnstrecke bildet jedoch nur den Rahmen für die Betrachtung dieser Bahnstrecke.
Im Fall der Verbindung zwischen Port-de-Piles und Argenton-sur-Creuse engagierte sich die Personengesellschaft Compagnie Séguineau et Jackson, die die am 23. Mai 1871 erteilte Konzession kurz darauf an die Compagnie de Bressuire à Poitiers weiterveräußerten. Ein Rechtsstreit und daraus resultierende  Geschäftsuntätigkeit führte zur Insolvenz. Die Strecke ging am 28. Juni 1883 an die P.O.
Die Streckeneröffnung erfolgte in drei Abschnitten: Am 14. Juni 1885 das Teilstück Port-de-Piles–Preuilly-Claise, zum 16. Mai 1886 Preuilly-Claise–Le Blanc und am 8. April 1889 zwischen Le Blanc und Argenton-sur-Creuse. Kriegsbedingt wurde der Personenverkehr im Juni 1940 eingestellt, die 13 km lange Strecke zwischen Tournon-Saint-Martin und Le Blanc wurde 1970 für den Güterverkehr geschlossen und der sich anschließende südöstliche Teil Le Blanc–Argenton-sur-Creuse am 20. Mai 1994. Am 17. Oktober 2001 folgte die endgültige Deklassierung der Strecke.
Heute ist nur noch das 8 km lange Reststück bis Descartes Industrie geöffnet, wo sich ein Getreidesilo der Genossenschaft Centre Ouest Céréales mit einem Jahrsumschlag von 50.000 t Getreide befindet und einen Zug pro Woche erfordert. 2018 wurde von dem Ingenieurbüro Systra eine Bewertung der Strecke mit den Zeithorizonten für 10, 15 und 30 Jahre durchgeführt. Demnach wird die Strecke für ca. 1 Mio. Euro saniert und Mitte 2021 wiedereröffnet.
In Le Blanc gab es zwei Schmalspurbahnstrecken eines sehr umfangreichen Sekundärbahnnetzes, die zwei Gesellschaften gehörten, deren Konzessionsgrenzen hier zusammenstießen, die Tramways de l’Indre (TI), eine Tochtergesellschaft der Compagnie Générale de Construction Saint-Denis und die Chemin de fer du Blanc-Argent (BA). Während die TI ihre Strecke nach Argenton-sur-Creuse 1907 fertiggestellt hatte, verkehrten Züge der BA schon seit Mitte November 1902.